# 사카키역
사카키역(일본어: 坂城駅, さかきえき)은 나가노현 하니시나군 사카키정 오아자사카키에 위치한 시나노 철도 시나노 철도선의 역이다.

## 승강장
섬식 1면 2선 구조의 지상역이다. 역사와 승강장은 가로다리로 이어져 있다.
| 1 | ■ 시나노 철도선 | (상행) | 고모로・가루이자와 방면 |
| 2 | ■ 시나노 철도선 | (하행) | 나가노 방면             |

## 역사
- 1888년 8월 15일: 영업 개시.
- 1987년 4월 1일: 일본국유철도 분할민영화에 따라 동일본 여객철도 및 일본화물철도 소속이 됨.
- 1997년 10월 1일: 나가노 신칸센 (현 호쿠리쿠 신칸센) 개통으로 가루이자와-시노노이 구간이 시나노 철도로 이관되면서 시나노 철도선 소속이 됨.
- 2013년 3월 29일: 역 구내에서 169계 전동차 S51 편성 보존 개시.

## 역세권 정보
- 국도 제18호선

## 인접역
| 시나노 철도 ■ 시나노 철도선  | 시나노 철도 ■ 시나노 철도선 | 시나노 철도 ■ 시나노 철도선 |
| ---------------------------- | --------------------------- | --------------------------- |
| 데쿠노사카키 가루이자와 방면 |                             | 도구라 나가노 방면          |